# Busoni
Pour l’article homonyme, voir Busoni (homonymie).
Busoni est une commune du Burundi. C'est le chef-lieu de la province de Kirundo située au nord du pays.
La commune de Busoni comptait 145 424 habitants pour une superficie de 421 km2 au recensement de 2008, soit 345 habitants par km2 en moyenne sur la commune.
D'octobre 2017 à mars 2018, la Croix-Rouge du Burundi a mis en œuvre sur la commune un projet de réhabilitation et de construction d'infrastructures hydrauliques comprenant l'aménagement d'une vingtaine de sources et la construction de deux puits. L'alimentation en eau de Busoni, avec 7 réservoirs de 60 m3, 10 bornes fontaines et un système d'adduction gravitaire qui fonctionne sans apport d'énergie, doit désormais répondre aux besoins en eau potable de plus de 17 500 bénéficiaires répartis sur 41 collines et 5 zones de la commune.